# Campeonato Europeo de la UEFA Sub-19 2006
El LV Campeonato Europeo de la UEFA Sub-19 fue organizado en Polonia entre los días 18 de julio y 29 de julio de 2006. Los tres equipos mejor clasificados de cada grupo se clasifican para la Copa Mundial de Fútbol Sub-20 de 2007. Solo los jugadores nacidos después del 1 de enero de 1987 pueden participar en esta competición.

## Equipos participantes
| - Austria - Bélgica - República Checa - Polonia (anfitrión) | - Portugal - Escocia - España - Turquía |

En la fase de clasificación participarán las 53 selecciones afiliadas a la UEFA menos Polonia que al ser la selección anfitriona tiene el pase directo a la fase final del campeonato. 
La clasificación se dividió en 2 etapas diferentes: Primera Ronda y Ronda Elite. En la primera, de las 52 selecciones pasarán a la siguiente ronda todas las campeonas y subcampeonas de sus respectivos grupos y las 2 mejores terceras. A continuación, en la Ronda Elite las selecciones que queden se volverán a dividir en grupos y pasarán todas las que queden líderes de su grupo.

## Resultados

### Fase final

#### Grupo A
| Equipo          | Pts | PJ | PG | PE | PP | GF | GC | Dif |
| --------------- | --- | -- | -- | -- | -- | -- | -- | --- |
| República Checa | 6   | 3  | 2  | 0  | 1  | 7  | 5  | +2  |
| Austria         | 6   | 3  | 2  | 0  | 1  | 6  | 4  | +2  |
| Polonia         | 3   | 3  | 1  | 0  | 2  | 4  | 4  | 0   |
| Bélgica         | 3   | 3  | 1  | 0  | 2  | 6  | 10 | -4  |

| 18 de julio de 2006 | Bélgica                                               | 4 – 2   | República Checa          | Huragan Pobiedziska, Pobiedziska               |                                                |
|                     | Lamah 12' 32' (pen.) · Švec 36' (a.g.) · Mirallas 57' | Reporte | Fenin 14' · Střeštík 84' | Árbitro(s): Novo Panic ( Bosnia y Herzegovina) | Árbitro(s): Novo Panic ( Bosnia y Herzegovina) |

| 18 de julio de 2006 | Polonia | 0 – 1   | Austria    | City Stadium, Poznań                   |                                        |
|                     |         | Reporte | Hoffer 75' | Árbitro(s): Hervé Piccirillo (Francia) | Árbitro(s): Hervé Piccirillo (Francia) |

| 20 de julio de 2006 | Austria    | 1 – 3   | República Checa                             | Stadion Miejski, Swarzędz            |                                      |
|                     | Hoffer 76' | Reporte | Mareš 34' (pen.) · Janda 37' · Střeštík 49' | Árbitro(s): Cristian Balaj (Rumanía) | Árbitro(s): Cristian Balaj (Rumanía) |

| 20 de julio de 2006 | Polonia                            | 4 – 1   | Bélgica   | Stadion Amica, Wronki            |                                  |
|                     | Janczyk 10' 43' 58' · Michalak 89' | Reporte | Lamah 62' | Árbitro(s): Ivan Bebek (Croacia) | Árbitro(s): Ivan Bebek (Croacia) |

| 23 de julio de 2006 | República Checa          | 2 – 0   | Polonia | Dyskobolia Stadium, Grodzisk Wielkopolski |                                     |
|                     | Střeštík 43' · Fenin 82' | Reporte |         | Árbitro(s): Jonas Eriksson (Suecia)       | Árbitro(s): Jonas Eriksson (Suecia) |

| 23 de julio de 2006 | Austria                                        | 4 – 1   | Bélgica  | Stadion Amica, Wronki                     |                                           |
|                     | Hoffer 16' 54' · Madl 82' · Gramann 86' (pen.) | Reporte | Moia 51' | Árbitro(s): Kristinn Jakobsson (Islandia) | Árbitro(s): Kristinn Jakobsson (Islandia) |

#### Grupo B
| Equipo   | Pts | PJ | PG | PE | PP | GF | GC | Dif |
| -------- | --- | -- | -- | -- | -- | -- | -- | --- |
| España   | 7   | 3  | 2  | 1  | 0  | 10 | 4  | +6  |
| Escocia  | 4   | 3  | 1  | 1  | 1  | 5  | 8  | -3  |
| Portugal | 3   | 3  | 0  | 3  | 0  | 7  | 7  | 0   |
| Turquía  | 1   | 3  | 0  | 1  | 2  | 9  | 12 | -3  |

| 18 de julio de 2006 | España                                            | 5 – 3   | Turquía                                  | Dyskobolia Stadium, Grodzisk Wielkopolski |                                           |
|                     | Alberto Bueno 18' · Mata 32' 37' 90+2' · Toni 53' | Reporte | İlhan Parlak 27' 61' · Mevlüt Erdinç 64' | Árbitro(s): Kristinn Jakobsson (Islandia) | Árbitro(s): Kristinn Jakobsson (Islandia) |

| 18 de julio de 2006 | Escocia                  | 2 – 2   | Portugal                            | Szamotulski Ośrodek Sportu, Szamotuły |                                      |
|                     | Fletcher 10' · Grant 29' | Reporte | Cameron 72' (a.g.) · Bruno Gama 78' | Árbitro(s): Cristian Balaj (Rumanía)  | Árbitro(s): Cristian Balaj (Rumanía) |

| 20 de julio de 2006 | Escocia | 0 – 4   | España                                               | Huragan Pobiedziska, Pobiedziska    |                                     |
|                     |         | Reporte | Alberto Bueno 17' · Piqué 27' 51' · Mario Suárez 86' | Árbitro(s): Jonas Eriksson (Suecia) | Árbitro(s): Jonas Eriksson (Suecia) |

| 20 de julio de 2006 | Portugal                                                  | 4 – 4   | Turquía                                        | Szamotulski Ośrodek Sportu, Szamotuły         |                                               |
|                     | Hélder 7' · Diogo Tavares 31' 49' · Bruno Gama 73' (pen.) | Reporte | İlhan Parlak 33' 68' 90+5' · Mevlüt Erdinç 71' | Árbitro(s): Novo Panic (Bosnia y Herzegovina) | Árbitro(s): Novo Panic (Bosnia y Herzegovina) |

| 23 de julio de 2006 | Portugal              | 1 – 1   | España    | Huragan Pobiedziska, Pobiedziska       |                                        |
|                     | Bruno Gama 21' (pen.) | Reporte | César 47' | Árbitro(s): Hervé Piccirillo (Francia) | Árbitro(s): Hervé Piccirillo (Francia) |

| 23 de julio de 2006 | Turquía                 | 2 – 3   | Escocia                                                   | Stadion Miejski, Swarzędz        |                                  |
|                     | Cafercan 68' 72' (pen.) | Reporte | İlhan Parlak 42' (a.g.) · McGlinchey 45+1' · Fletcher 63' | Árbitro(s): Ivan Bebek (Croacia) | Árbitro(s): Ivan Bebek (Croacia) |

### Segunda fase
|  | Semifinales                        | Semifinales |   |  | Final               | Final |  |
|  |                                    |             |   |  |                     |       |  |
|  | Grodzisk Wielkopolski, 26 de julio |             |   |  |                     |       |  |
|  | República Checa                    | 0           |   |  |                     |       |  |
|  | Escocia                            | 1           |   |  |                     |       |  |
|  |                                    |             |   |  |                     |       |  |
|  |                                    |             |   |  | Poznań, 29 de julio |       |  |
|  |                                    |             |   |  | Escocia             | 1     |  |
|  |                                    | España      | 2 |  |                     |       |  |
|  |                                    |             |   |  |                     |       |  |
|  |                                    |             |   |  |                     |       |  |
|  |                                    |             |   |  |                     |       |  |
|  | Wronki, 26 de julio                |             |   |  |                     |       |  |
|  | España                             | 5           |   |  |                     |       |  |
|  | Austria                            | 0           |   |  |                     |       |  |

#### Semifinales
| 26 de julio de 2006 | República Checa | 0 – 1   | Escocia    | Dyskobolia Stadium, Grodzisk Wielkopolski |                                        |
|                     |                 | Reporte | Elliot 47' | Árbitro(s): Hervé Piccirillo (Francia)    | Árbitro(s): Hervé Piccirillo (Francia) |

| 26 de julio de 2006 | España                                                   | 5 – 0   | Austria | Stadion Amica, Wronki               |                                     |
|                     | Jeffrén 34' · Javi García 42' 80' · Mata 72' · Bueno 88' | Reporte |         | Árbitro(s): Jonas Eriksson (Suecia) | Árbitro(s): Jonas Eriksson (Suecia) |

#### Final
| 29 de julio de 2006 | Escocia     | 1 – 2   | España                | Stadion Miejski, Poznań                   |                                           |
|                     | Dorrans 87' | Reporte | Alberto Bueno 51' 71' | Árbitro(s): Kristinn Jakobsson (Islandia) | Árbitro(s): Kristinn Jakobsson (Islandia) |

| España                      |
| Campeón España Sexto título |

## Goleadores
| Jugador         | Selección       | Goles |
| --------------- | --------------- | ----- |
| Alberto Bueno   | España          | 5     |
| İlhan Parlak    | Turquía         | 5     |
| Erwin Hoffer    | Austria         | 4     |
| Juan Mata       | España          | 4     |
| Marek Strestik  | República Checa | 3     |
| Dawid Janczyk   | Polonia         | 3     |
| Roland Lamah    | Bélgica         | 3     |
| Bruno Gama      | Portugal        | 3     |
| Diogo Tavares   | Portugal        | 2     |
| Mevlüt Erding   | Turquía         | 2     |
| Gerard Piqué    | España          | 2     |
| Javi García     | España          | 2     |
| Martin Fenin    | República Checa | 2     |
| Steven Fletcher | Escocia         | 2     |
| Cafercan Aksu   | Turquía         | 2     |

## Clasificados al Mundial Sub-20
| - Austria - República Checa | - Polonia - Portugal | - Escocia - España |